# Felimida purpurea
Felimida purpurea es una especie de molusco gasterópodo nudibranquio de tamaño medio que alcanza unos 50 mm de longitud. Se caracteriza por tener el cuerpo ovalado, de color blanco, jaspeado de tonos rosados y por poseer una orla de color amarillo que rodea el dorso. Pertenece al orden de los opistobranquios.
En la parte posterior, dispone de una cola bordeada también por una franja de color amarillo. 
Los rinóforos y las branquias son de color carmín con los ápices blancos.
Se la encuentra en la zona infralitoral, en fondos rocosos a profundidades variables, generalmente a partir de 5 o 6 metros de profundidad. Se alimenta de diferentes esponjas submarinas.
Su puesta de huevos es de color blanquecina y se encuentra adherida al fondo en forma de espiral.

## Galería de imágenes

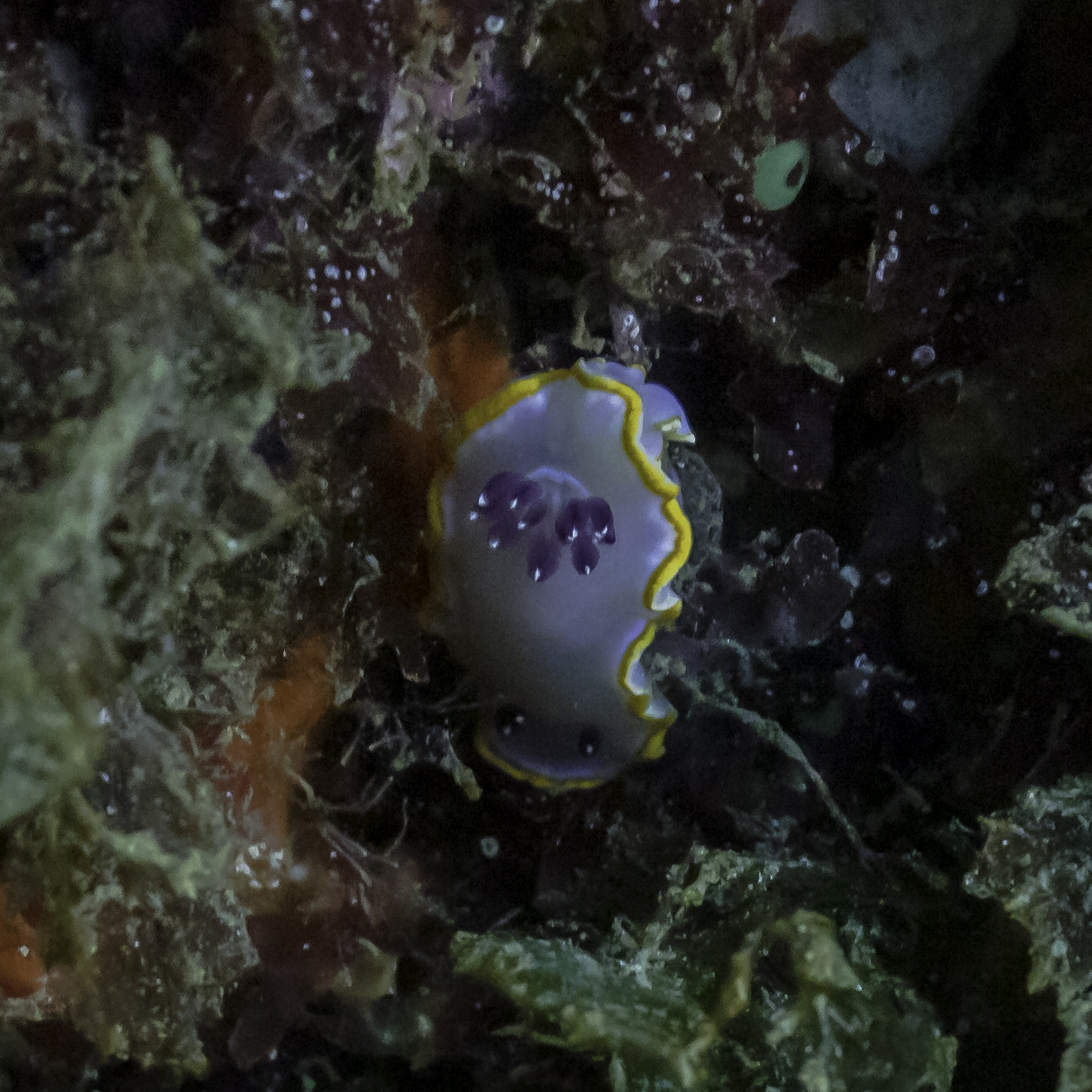
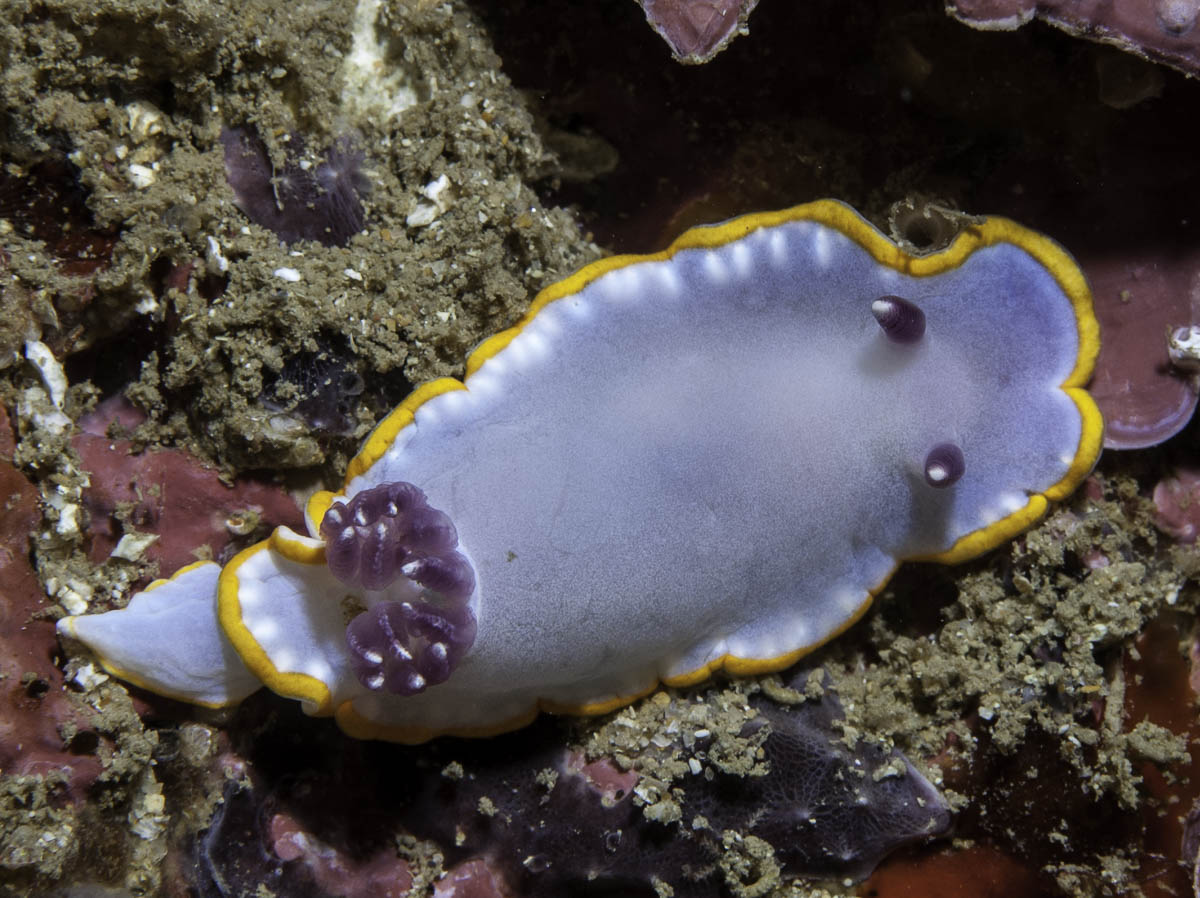
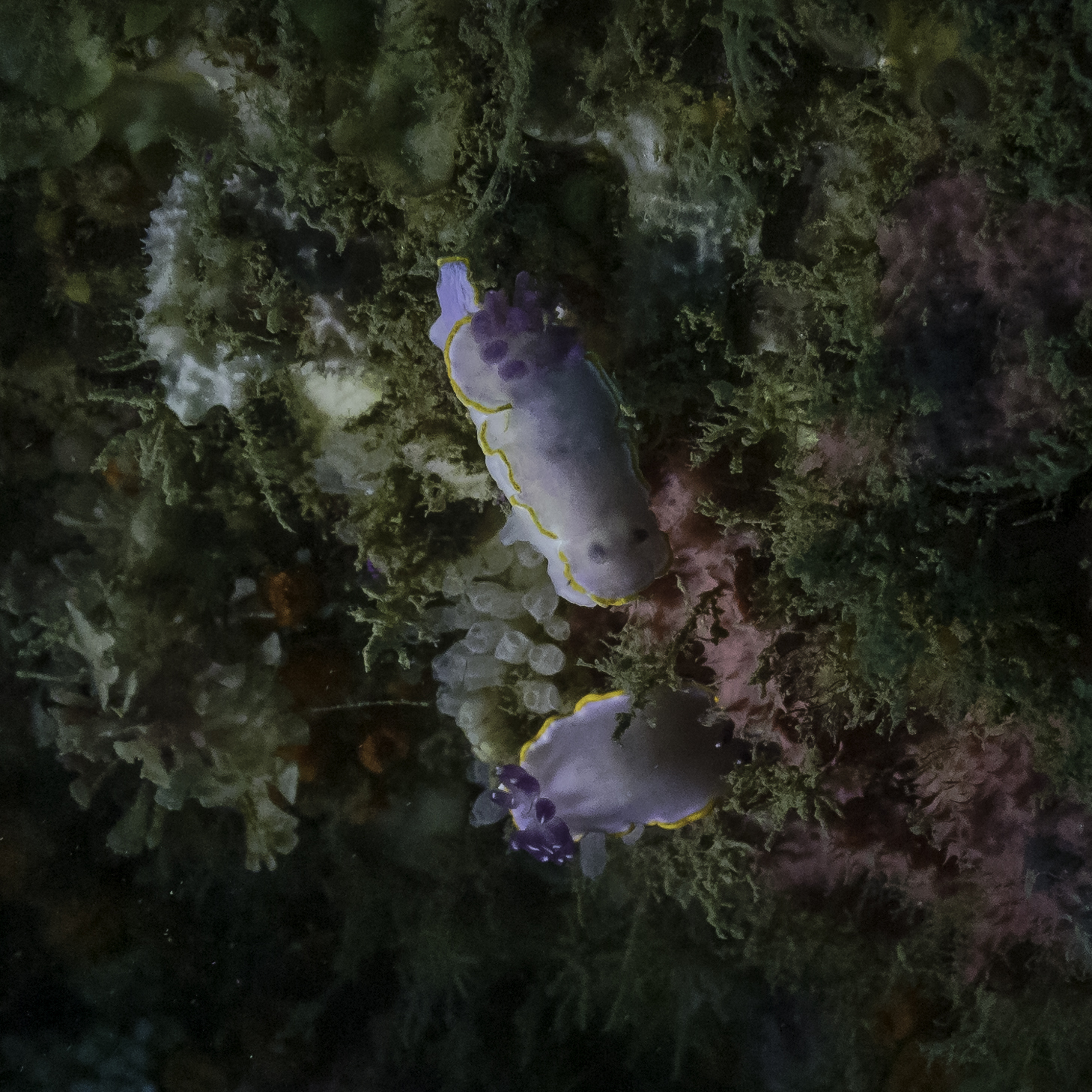
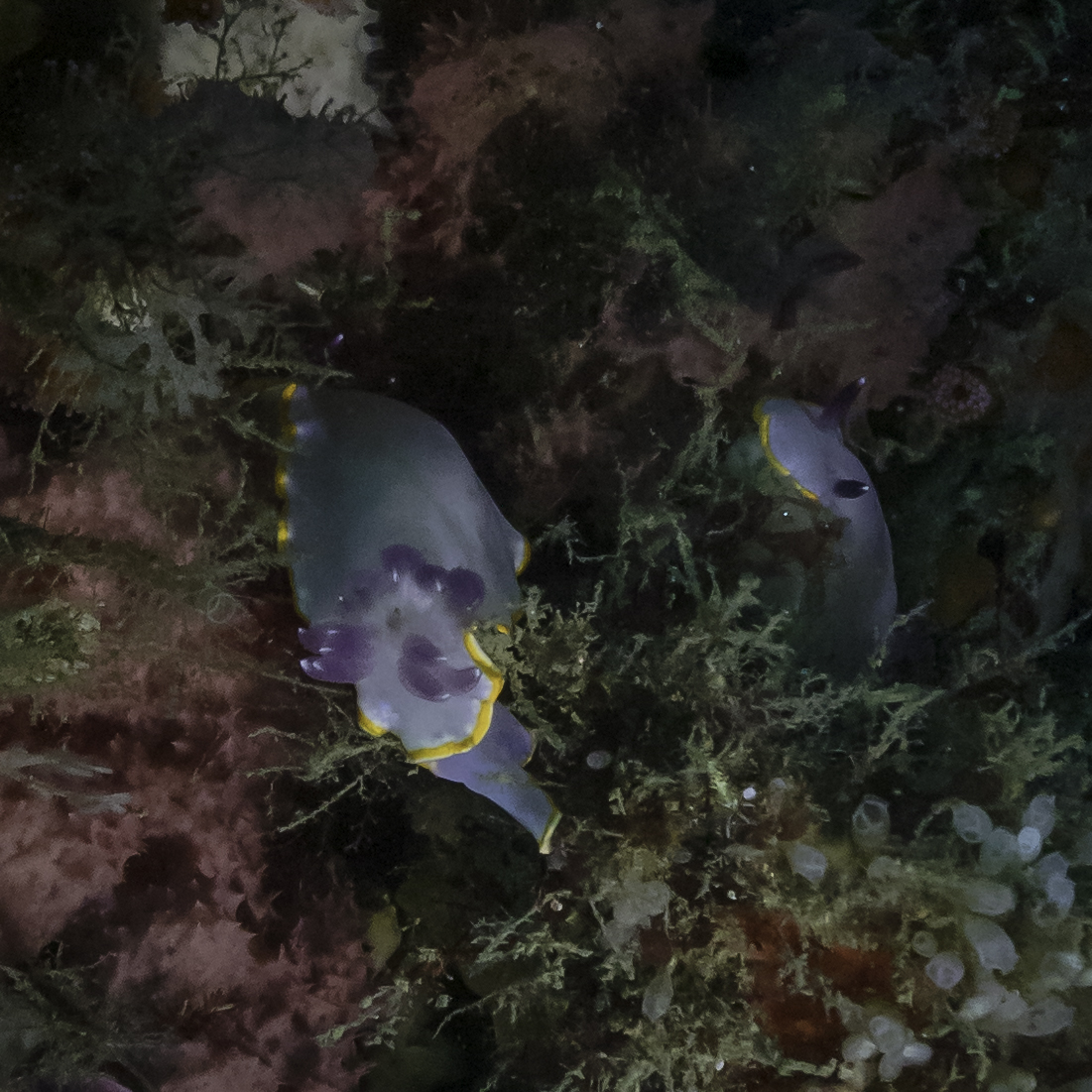

## Sinonimia
- Glossodoris purpurea